# Mohammed Fellah
Mohammed Fellah (Oslo, 24 maggio 1989) è un ex calciatore norvegese, di ruolo centrocampista.

## Biografia
È nato e cresciuto nel quartiere di Oslo Holmlia. I genitori sono di origine marocchina.

## Caratteristiche tecniche
Fellah è un centrocampista brevilineo, mancino, che può essere schierato anche da trequartista.

## Carriera

### Club
Fellah ha debuttato nell'Eliteserien con la maglia del Vålerenga. Il 10 settembre 2006 ha sostituito infatti Jan-Derek Sørensen ed ha segnato la rete del definitivo 5-1 sul Fredrikstad. Un infortunio al perone rimediato con la Norvegia under 17 gli ha fatto saltare buona parte del campionato 2007. Una cattiva rimarginazione dello stesso, poi, lo ha tenuto ai margini della squadra anche nella stagione successiva.
Si è ristabilito completamente nel 2009, collezionando 23 presenze e 2 reti in campionato (seppure la maggior parte con ingressi a partita in corso). Il campionato 2010 è stato quello in cui s'è imposto. Ha giocato infatti 29 delle 30 partite disputate dal Vålerenga, siglando 4 reti. A gennaio 2013 ha subito un altro infortunio al perone che lo ha costretto a saltare l'inizio della stagione. Il 25 agosto 2013 ha manifestato l'intenzione di lasciare il Vålerenga, alla ricerca di nuovi stimoli.
Il 30 agosto 2013, i danesi dell'Esbjerg hanno annunciato l'ingaggio del calciatore, che si è legato al nuovo club con un contratto dalla durata triennale. Il 1º settembre ha debuttato nella Superligaen, sostituendo Mick van Buren nel pareggio casalingo per 1-1 contro il Midtjylland. Nella partita Kairat Almaty-Esbjerg, valida per il secondo turno preliminare dell'UEFA Europa League 2014-2015, ha segnato al 90' la rete dell'1-1.
Il 31 maggio 2016, il Nordsjælland ha comunicato sul proprio sito internet d'aver ingaggiato Fellah, che si sarebbe aggregato al club in vista della stagione successiva.
Il 30 gennaio 2018 è passato all'Odense con la formula del prestito.
Libero da vincoli contrattuali, in data 31 agosto 2018 è stato tesserato dal Sandefjord, tornando pertanto in Norvegia: si è legato al nuovo club con un accordo valido sino al termine dell'annata in corso.
Fermo da mesi per un infortunio e libero da vincoli contrattuali, in data 11 settembre 2019 ha fatto ritorno al Vålerenga, accordandosi fino al termine della stagione in corso.

### Nazionale
Fellah ha giocato per tutte le rappresentative giovanili della Norvegia. Øyvind Nilsen, allenatore della Norvegia Under-17, ha dichiarato che Fellah fosse tra i quattro calciatori più forte della sua generazione, assieme a Kim André Madsen, Per-Egil Flo e Tommy Høiland.
Ha giocato 5 incontri per la Norvegia under 21, segnando 4 reti. L'esordio è stato datato 3 marzo 2010, quando ha sostituito Magnus Lekven nella sconfitta per 2-1 contro la Svizzera. Il 2 giugno dello stesso anno ha segnato la prima rete, nel successo per 2-1 sulla Finlandia realizzando il provvisorio 2-0. Il 7 settembre ha segnato una doppietta nel successo per 4-1 sulla Slovacchia.
L'8 gennaio 2013 ha effettuato il suo esordio nella Nazionale maggiore, subentrando a Bjørn Helge Riise nella vittoria per 0-1 contro il Sudafrica.

## Statistiche

### Presenze e reti nei club
Statistiche aggiornate al 1º gennaio 2020.
| Stagione            | Club                | Campionato          | Campionato | Campionato | Coppe nazionali | Coppe nazionali | Coppe nazionali | Coppe continentali | Coppe continentali | Coppe continentali | Supercoppe | Supercoppe | Supercoppe | Totale | Totale |
| Stagione            | Club                | Comp                | Pres       | Reti       | Comp            | Pres            | Reti            | Comp               | Pres               | Reti               | Comp       | Pres       | Reti       | Pres   | Reti   |
| ------------------- | ------------------- | ------------------- | ---------- | ---------- | --------------- | --------------- | --------------- | ------------------ | ------------------ | ------------------ | ---------- | ---------- | ---------- | ------ | ------ |
| 2006                | Vålerenga           | ES                  | 2          | 1          | CN              | 0               | 0               | UCL                | 0                  | 0                  | -          | -          | -          | 2      | 1      |
| 2007                | Vålerenga           | ES                  | 7          | 0          | CN              | 2               | 0               | CU                 | 1                  | 0                  | -          | -          | -          | 10     | 0      |
| 2008                | Vålerenga           | ES                  | 2          | 0          | CN              | 0               | 0               | -                  | -                  | -                  | -          | -          | -          | 2      | 0      |
| 2009                | Vålerenga           | ES                  | 23         | 2          | CN              | 6               | 5               | UEL                | 1                  | 0                  | SN         | 0          | 0          | 30     | 7      |
| 2010                | Vålerenga           | ES                  | 29         | 4          | CN              | 1               | 0               | -                  | -                  | -                  | -          | -          | -          | 30     | 4      |
| 2011                | Vålerenga           | ES                  | 24         | 2          | CN              | 2               | 1               | UEL                | 4                  | 0                  | -          | -          | -          | 26     | 3      |
| 2012                | Vålerenga           | ES                  | 25         | 6          | CN              | 3               | 0               | -                  | -                  | -                  | -          | -          | -          | 28     | 6      |
| gen.-ago. 2013      | Vålerenga           | ES                  | 10         | 2          | CN              | 2               | 1               | -                  | -                  | -                  | -          | -          | -          | 12     | 3      |
| ago. 2013-2014      | Esbjerg             | SL                  | 12         | 0          | CD              | ?               | ?               | UEL                | 1                  | 0                  | -          | -          | -          | ?      | ?      |
| 2014-2015           | Esbjerg             | SL                  | 25         | 3          | CD              | 2               | 0               | UEL                | 4                  | 1                  | -          | -          | -          | 31     | 4      |
| 2015-2016           | Esbjerg             | SL                  | 18         | 0          | CD              | 0               | 0               | -                  | -                  | -                  | -          | -          | -          | 18     | 0      |
| Totale Esbjerg      | Totale Esbjerg      | Totale Esbjerg      | 55         | 3          |                 | 2+              | 0+              |                    | 5                  | 1                  |            | -          | -          | 62+    | 4+     |
| 2016-2017           | Nordsjælland        | SL                  | 10+2       | 0          | CD              | 0               | 0               | -                  | -                  | -                  | -          | -          | -          | 10+2   | 0      |
| 2017-gen. 2018      | Nordsjælland        | SL                  | 0          | 0          | CD              | 1               | 1               | -                  | -                  | -                  | -          | -          | -          | 1      | 1      |
| Totale Nordsjælland | Totale Nordsjælland | Totale Nordsjælland | 10+2       | 0          |                 | 1               | 1               |                    | -                  | -                  |            | -          | -          | 13     | 1      |
| gen.-giu. 2018      | Odense              | SL                  | 1+2        | 0          | CD              | -               | -               | -                  | -                  | -                  | -          | -          | -          | 1+2    | 0      |
| ago.-dic. 2018      | Sandefjord          | ES                  | 4          | 2          | CN              | -               | -               | -                  | -                  | -                  | -          | -          | -          | 4      | 2      |
| set.-dic. 2019      | Vålerenga           | ES                  | 6          | 0          | CN              | -               | -               | -                  | -                  | -                  | -          | -          | -          | 6      | 0      |
| Totale Vålerenga    | Totale Vålerenga    | Totale Vålerenga    | 128        | 17         |                 | 16              | 7               |                    | 6                  | 0                  |            | -          | -          | 150    | 24     |
| Totale              | Totale              | Totale              | 198+4      | 22         |                 | 19+             | 8+              |                    | 11                 | 1                  |            | -          | -          | 232+   | 31+    |

### Cronologia presenze e reti in nazionale
| Cronologia completa delle presenze e delle reti in nazionale ― Norvegia | Cronologia completa delle presenze e delle reti in nazionale ― Norvegia | Cronologia completa delle presenze e delle reti in nazionale ― Norvegia | Cronologia completa delle presenze e delle reti in nazionale ― Norvegia | Cronologia completa delle presenze e delle reti in nazionale ― Norvegia | Cronologia completa delle presenze e delle reti in nazionale ― Norvegia | Cronologia completa delle presenze e delle reti in nazionale ― Norvegia | Cronologia completa delle presenze e delle reti in nazionale ― Norvegia |
| Data                                                                    | Città                                                                   | In casa                                                                 | Risultato                                                               | Ospiti                                                                  | Competizione                                                            | Reti                                                                    | Note                                                                    |
| ----------------------------------------------------------------------- | ----------------------------------------------------------------------- | ----------------------------------------------------------------------- | ----------------------------------------------------------------------- | ----------------------------------------------------------------------- | ----------------------------------------------------------------------- | ----------------------------------------------------------------------- | ----------------------------------------------------------------------- |
| 8-1-2013                                                                | Città del Capo                                                          | Sudafrica                                                               | 0 – 1                                                                   | Norvegia                                                                | Amichevole                                                              | -                                                                       | 46’ 78’                                                                 |
| 12-1-2013                                                               | Ndola                                                                   | Zambia                                                                  | 0 – 0                                                                   | Norvegia                                                                | Amichevole                                                              | -                                                                       | 77’                                                                     |
| Totale                                                                  |                                                                         | Presenze                                                                | 2                                                                       |                                                                         | Reti                                                                    | 0                                                                       |                                                                         |